# Tsambagarav
Tsambagarav ( en mongol: Цамбагарав) es una montaña entre la provincia de Khovd y la provincia de Bayan-Olgii en el oeste de Mongolia, es una montaña de la cordillera de Altái. Tiene dos picos, su pico más alto "Tsast Uul" ( en mongol: Цаст , encendido. "pico nevado" ) tiene una elevación de 4 193 m y otro pico con el mismo nombre "Tsambagarav". 
La montaña es la única montaña eternamente nevada del Altái mongol y la montaña sagrada regional de Mongolia.
Los italianos Gianni Pais Becher, Gastone Lorenzini y Elziro Molin escalaron el Macizo de Tsast Uul-Tsambagarev en Mongolia occidental. Subieron por primera vez al Tsast Uul (4.250 m), el segundo pico más alto de Mongolia, por la ruta normal. Establecieron el campo base a 2.520 metros al norte del macizo y al día siguiente instalaron un campamento en una pradera alpina. Los tres italianos, junto con los mongoles Jndonpuncav, Gotov, Samubun y Battulga alcanzaron la cumbre junto con los mongoles Dorjpalam, Tumentogootch, Damba, Rentsenbyamba, Gaadamba y Vantchig.